# خبر خوب (آلبوم مگان دی استالین)
خبر خوب (انگلیسی: Good News) نخستین آلبوم استودیویی از رپر آمریکایی مگان دی استالین است. این آلبوم در ۲۱ نوامبر ۲۰۲۰ توسط  ۱۵۰۱ کردفاید  و ۳۰۰ منتشر شد. آلبوم با حضور هنرمندان مختلفی از جمله دابیبی، سیتی گرلز، سزا، ماسترد، بیگ شان، تو چینز، بیانسه و یانگ تاگ و همچنین تهیه‌کنندگان مختلفی ضبط شده‌است.
خبر خوب پس از انتشار مورد تحسین منتقدان قرار گرفت، اکثر منتقدان اعتماد به نفس و جنبش مثبت‌انگاری سکس مگان را ستودند. ای آلبوم نمره ۸۶ از ۱۰۰ را در وبگاه متاکریتیک دریافت کرد و در میان برترین آلبوم‌های سال قرار گرفت.